# 萨赫酒店
萨赫酒店（Hotel Sacher）位于维也纳中心，坐落于维也纳国家歌剧院（Vienna State Opera）对面，毗邻克恩滕大街（Kärntner Straße）。
该酒店由埃杜尔德·萨赫于1876年创建，1930年代转至Gürtler家族打理，并以萨赫蛋糕闻名于世。

## 图集

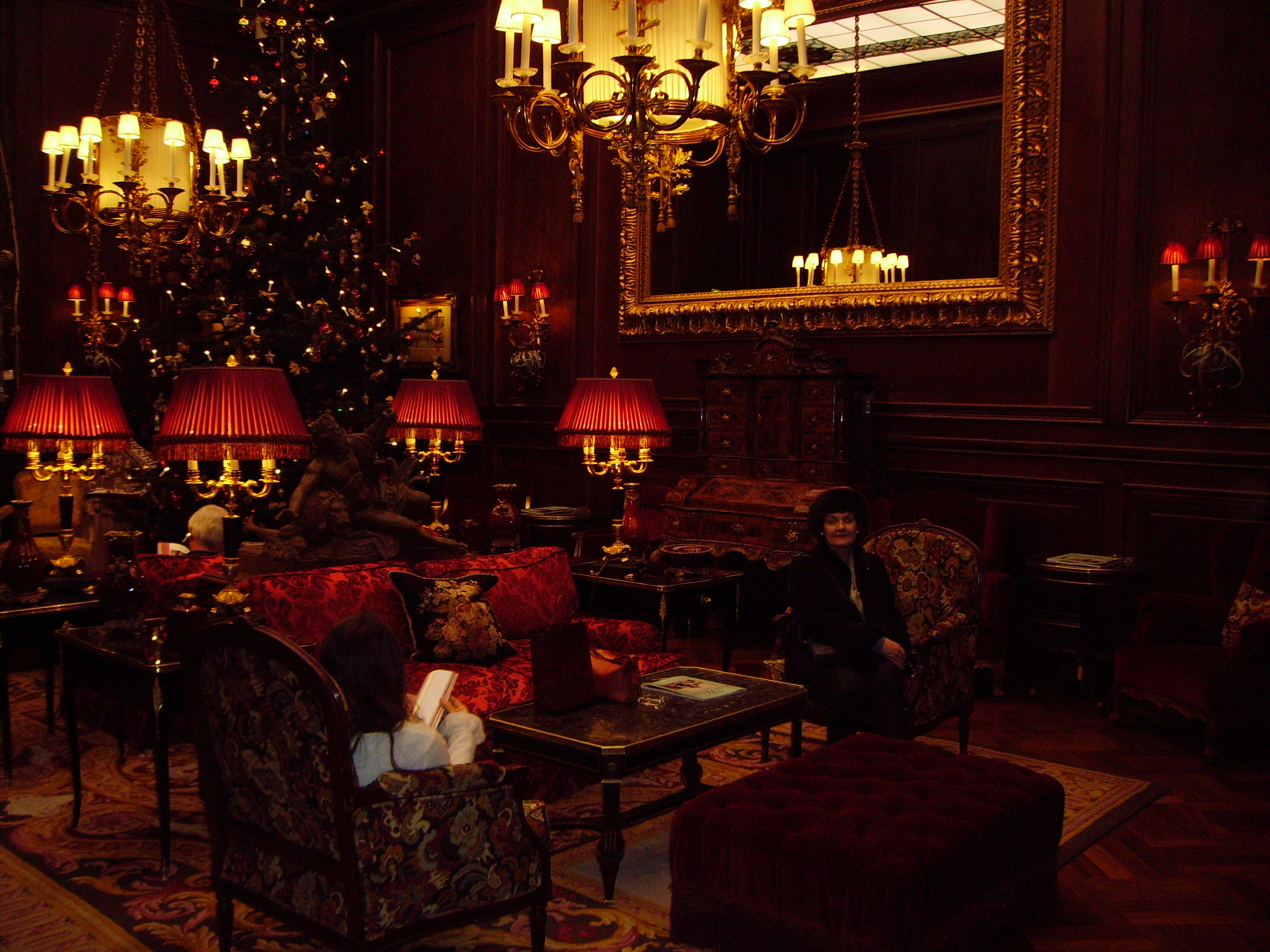
Evening in the lounge
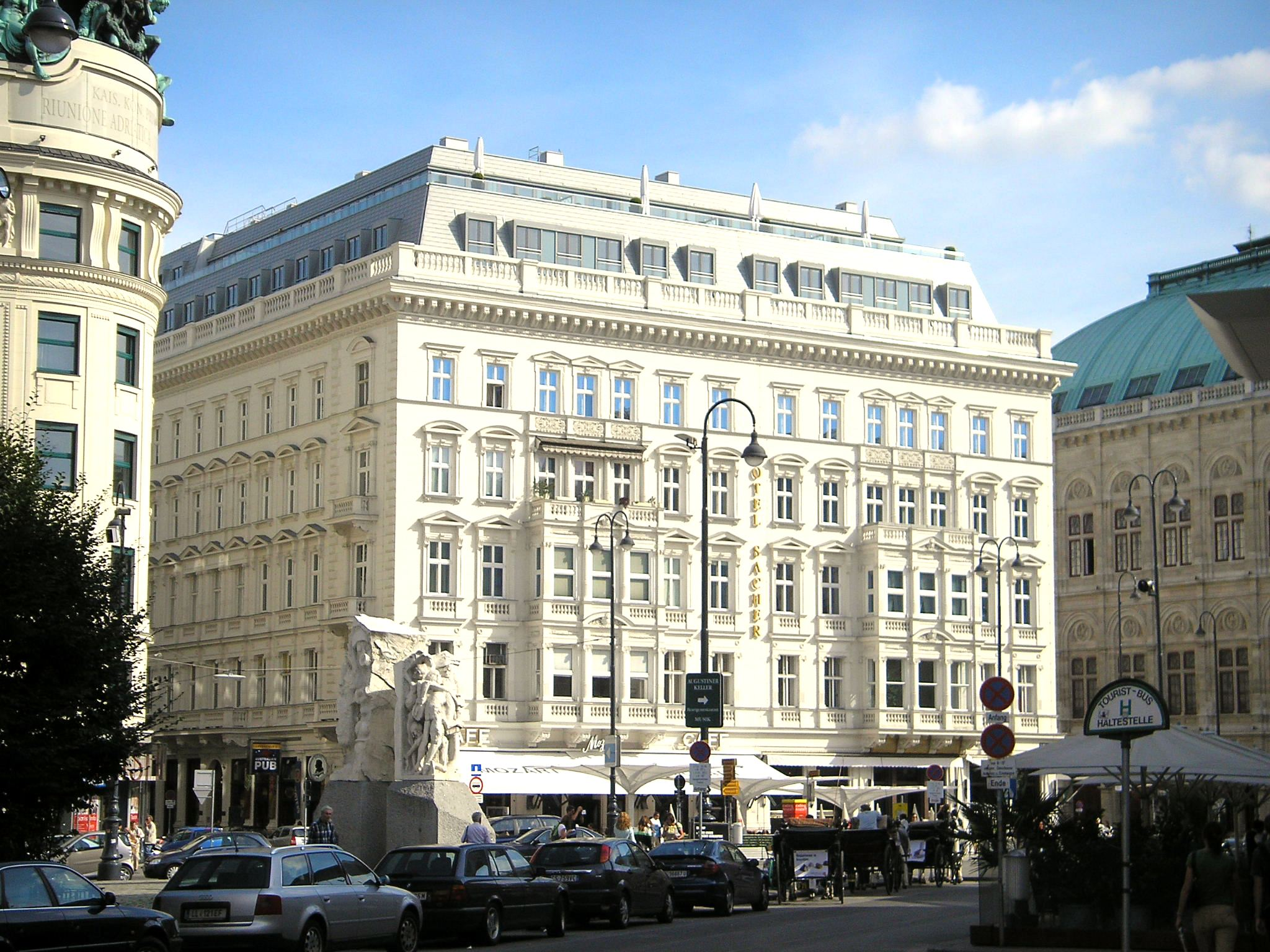
The Hotel's Façade
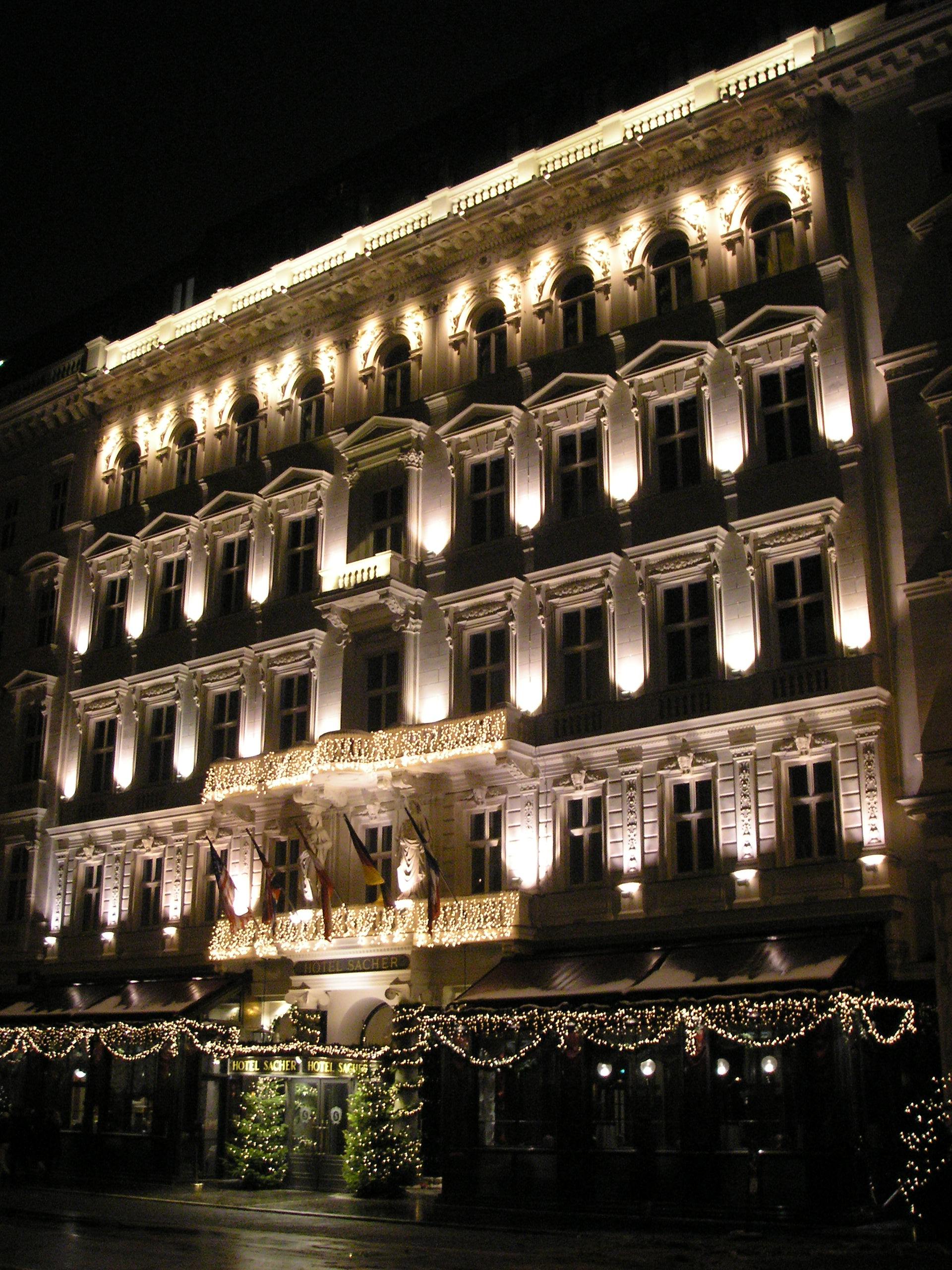
夜景